# Trigonella subenervis
Trigonella subenervis är en ärtväxtart som beskrevs av Karl Heinz Rechinger. Trigonella subenervis ingår i släktet trigonellor, och familjen ärtväxter. Inga underarter finns listade i Catalogue of Life.